# Adamów (Kłomnice)
Pour les articles homonymes, voir Adamów.
Adamów (prononciation : [aˈdamuf]) est une localité polonaise de la gmina de Kłomnice, située dans le powiat de Częstochowa en voïvodie de Silésie.